# 胚胞
胚胞（blastocyst）又称胚泡，是特指哺乳動物受精卵卵裂的過程中所形成的球形囊泡狀幼胚；胚胞由桑葚胚中央出腔形成。胚胞結構由內細胞群（inner cell mass, ICM）、滋養層（trophoblast, TE）以及胚胞腔（blastocyst cavity）組成。在非哺乳動物中，由于此同階段的對等構造是一種由未分化的細胞球組成的結構，汉语使用术语 囊胚，而英语改用 blastula。
內細胞群有發育成成體各種結構的潛能，而滋養層則能發育爲胚胎外的組織，如胎盤等。分離內細胞群細胞，並進行體外培養，即可取得胚胎幹細胞（ESC）。
英语 blastocyst 源于古希腊语 βλαστός （blastós，blasto-） 义为“起源、芽、苗、幼枝”（a germ, bud, sprout, shoot），以及 κύστις （kústis，-cyst）义为“解剖囊”（anatomical sac）。